# Sarlahi
Der Distrikt Sarlahi (Nepali सर्लाही जिल्ला) ist einer von 77 Distrikten in Nepal.
Er liegt in der Verwaltungszone Janakpur an der indischen Grenze und hatte bei der Volkszählung 2001 635.701 Einwohner; 2011 waren es 769.729.

## Verwaltungsgliederung
Städte (Munizipalitäten) im Distrikt Sarlahi:
- Barahathawa
- Hariwan
- Ishwarpur
- Lalbandi
- Malangwa

Village Development Committees (VDCs):
- Achalgadh
- Arnaha
- Aurahi
- Atrauli[2]
- Babarganj
- Bagdaha
- Bahadurpur
- Balara
- Bara Udhoran
- Basantapur
- Batraul
- Belhi
- Belwajabdi
- Bhadsar
- Bhagawatipur
- Bhawanipur
- Brahmapuri
- Chandra Nagar
- Chhataul
- Chhatona
- Dhana Palbhawari
- Dhanakaul Purba
- Dhangada
- Dhungrekhola
- Dumariya
- Gadahiyabairi
- Gamhariya
- Gaurishankar
- Ghurkauli[2]
- Godeta
- Harakthawa
- Haripur
- Haripurwa
- Hariwan[2]
- Hathiyol
- Hempur
- Jamuniya
- Janaki Nagar
- Jingadawa
- Kabilasi
- Kalinjor
- Karmaihiya
- Khairwa
- Khoriya
- Khutauna
- Kisanpur
- Kodena
- Laxmipur Kodraha
- Laxmipur Su.
- Madhubangoth
- Madhubani
- Mahinathpur
- Mailhi
- Manpur
- Masaili
- Mirjapur
- Mohanpur
- Motipur
- Musauli
- Narayan Khola
- Narayanpur
- Netraganj
- Noukailawa
- Parsa
- Parwanipur
- Pharahadawa
- Phulparasi
- Pidari
- Pidariya
- Pipariya
- Rajghat
- Ramnagar Bahaur
- Ranban
- Raniganj
- Rohuwa
- Sakraula
- Salempur
- Sangrampur
- Sankarpur
- Sasapur[2]
- Shahorwa
- Sripur
- Sikhauna
- Simara
- Sisotiya
- Sisout
- Snakarpur
- Sohadawa
- Sudama
- Sundarpur
- Sundarpur Choharwa
- Tribhuwan Nagar